# هوجو توكيمونه
هوجو توكيمونه (باليابانية: 北条 時宗) (هوجو هو اسم العائلة) (1251 - 1284) من عشيرة هوجو كان ثامن شيكين (حاكم اليابان) في حكومة كاماكورا في الفترة بين 1268 - 1284) عرف بقيادته للقوات اليابانية لمقاومة الغزو المغولي لليابان وبنشر عقيدة الزن البوذية وبنشر مفهوم البوشيدو بين طبقة المحاربين.